# Capitó (metge)
Capitó (en llatí Capito, en grec Καπίτων) va ser un metge romà o potser grec que probablement va viure al segle i o II a la ciutat de Roma. Es va ocupar principalment de les malalties dels ulls. Les seves receptes són citades i comentades per Galè i Aeci.
S'ha dit que podria ser la mateixa persona que Artemidor Capit o Capitó, però no és segur.